# Cratere Watson
Watson è un cratere lunare intitolato all'astronomo di origine canadese James Craig Watson; è situato nell'emisfero meridionale della faccia nascosta del satellite, a sud-ovest del cratere Lippman e a sud-est del cratere Fizeau.
Il bordo appare eroso, e ricco di piccoli crateri. Lungo la parte meridionale del fondo sono presenti un paio di crateri di dimensione leggermente maggiore, mentre a nord-est è presente un cratere avente un diametro lungo più della metà di quello dello stesso Watson.
Anche se il cratere doveva avere un picco centrale, oggi tale formazione non è più individuabile.

## Crateri correlati
Alcuni crateri minori situati in prossimità di Watson sono convenzionalmente identificati, sulle mappe lunari, attraverso una lettera associata al nome.
| Watson | Latitudine | Longitudine | Diametro |
| ------ | ---------- | ----------- | -------- |
| G      | 63,3° S    | 120,3° W    | 34 km    |